# Báti László
Báti László (Budapest, 1909. február 11. – Budapest, 1978. szeptember 1.) az Eötvös Loránd Tudományegyetem Bölcsészettudományi Kar Angol Nyelv és Irodalom Tanszék egykori egyetemi tanára, irodalomtörténész, műfordító. Kutatási területe: középkori és reneszánsz angol és francia irodalom.

## Életpályája
Budapesten, a Józsefvárosban született Böhm Béla kárpitos mester és Adler Terézia (1877–1940) gyermekeként izraelita családban. 1931-ben a református vallásra tért át. 1936-ban tanári diplomát szerzett a budapesti Pázmány Péter Tudományegyetemen. 1947-től tanulmányok jelentek meg tőle az angol és a francia irodalom témakörében.
1948-ig középiskolai tanár volt, majd az Idegen Nyelvek Főiskoláján oktatott tanszékvezető tanárként. 1955-től az ELTE docense. 1958-ban jelent meg a Véges Istvánnal közösen írt Angol nyelvkönyv kezdők számára c. tankönyve, a Tanuljunk nyelveket! sorozat részeként. Ez az éveken át sokszor megjelent, igen népszerű könyv mintegy 40 évvel később ismét évente kiadásra kerül a Lexika kiadó gondozásában.
Pályafutása követségi tanácsosként (cultural attaché-ként) folytatódott 1958-1961-ig Londonban, majd 1961-66-ig Párizsban, ahol a Párizsi Magyar Intézet igazgatója volt. Közben, 1963-ban, a neveléstudományok kandidátusi fokozatát nyerte el. Kandidátusi értekezésének tárgya a modern nyelvek oktatásának kérdései.
Amikor 1966-ban hazatért először a Marx Károly Közgazdaságtudományi Egyetemen adott elő kulturális ismereteket a nemzetközi szakos hallgatók számára, majd 1972-től ismét az ELTE angol tanszékének docense, 1973-tól az angol tanszék vezetője.
Műfordítások is fűződnek nevéhez, ő ültette át magyarra többek közt William Golding, Free Fall ( A vétkes visszanéz ) és Colette Audry Derrière la baignoire (A fürdőkád mögött) c. regényét.

## Fő művei
- Angol nyelvkönyv tanfolyamok és magántanulók számára I-II. (Véges Istvánnal), 1958
- A chartista költészet szerepe és értékelése, 1958
- Katherine Mansfield, 1958
- Montaigne (francia nyelven), 1963
- Shakespeare a francia színpadon, 1965
- Shakespeare sur la scene hongroise, 1965
- Szerelmesek éjszakája. Mai francia elbeszélők, 1967
- Bevezetés a XX. századi angol irodalomba, 1970
- Arcképvázlatok Amerikáról, 1972
- A középkori angol irodalom, 1975